# Calyptomenidae
A Calyptomenidae  a madarak osztályának verébalakúak (Passeriformes) rendjébe és a királygébics-alkatúak (Tyranni) alrendjébe tartozó család.
Besorolásuk vitatott, régebben a  ricsókafélék (Eurylaimidae) családjába tartoztak, az újabb kutatások alkották az új családot, de ez még nem minden rendszerező által elfogadott.

## Rendszerezés
A család az alábbi 2 nem és 15 faj tartozik:
- Smithornis (Bonaparte, 1850) – 3 faj
  - kanalas ricsóka vagy fokföldi ricsóka (Smithornis capensis)
  - kameruni ricsóka (Smithornis sharpei)
  - vörhenyes ricsóka (Smithornis rufolateralis)

- Calyptomena (Raffles, 1822) – 3 faj
  - smaragdricsóka (Calyptomena viridis)
  - azúrricsóka (Calyptomena hosii)
  - feketetorkú ricsóka (Calyptomena whiteheadi)